# Longicauda trilineata
Longicauda trilineata är en insektsart som beskrevs av Zhang Y. och Wu 2000. Longicauda trilineata ingår i släktet Longicauda och familjen dvärgstritar. Inga underarter finns listade i Catalogue of Life.